# Backstrom
Backstrom é uma série de televisão americana de crime e comédia dramática, foi desenvolvida por Hart Hanson e baseada na série literária homônima do escritor e criminologista sueco Leif G. W. Persson.
A série se passa em Portland, Oregon, e foi filmada em Vancouver, Colúmbia Britânica. 
Estreou pela FOX nos Estados Unidos em 22 de janeiro de 2015 e ficou no ar até 30 de abril de 2015. Em 8 de maio de 2015, a FOX cancelou a série após a primeira temporada de 13 episódios.

## Sinopse
Depois de passar cinco anos em exílio na divisão de tráfego por seu comportamento ofensivo, o detetive tenente Backstrom retornou para liderar a equipe da Unidade de Crimes Especiais de Portland. Encarregado dos casos mais sensíveis e sérios da cidade, Backstrom consegue sempre ser mais astuto que os seus inimigos, manipular os seus aliados e, com a ajuda da sua excêntrica equipe, resolve os casos, mesmo sem conseguir se ajustar à sensibilidade progressiva da Portland do século XXI.

## Produção
Em julho de 2012, foi anunciado que a CBS encomendou um episódio piloto para Backstrom. O piloto foi filmado em Vancouver, Colúmbia Britânica, Canadá.
O piloto acabou sendo descartado pela CBS e então o projeto foi oferecido para a FOX. Em janeiro de 2014, a FOX anunciou que encomendou a produção de treze episódios para a primeira temporada de Backstrom.

## Elenco

### Principal
| Atores             | Personagens                        | Informações |
| ------------------ | ---------------------------------- | --- |
| Rainn Wilson       | Detetive Tenente Everett Backstrom | É o chefe da Unidade de Crimes Especiais. Backstrom é um detetive acima do peso, agressivo, sem paciência e com tendências autodestrutivas. Cinco anos antes do início da série, ele foi rebaixado para o tráfego porque teve uma atitude racista e insensível na coletiva de imprensa após prender um supremacista que matou seis nativos americanos. |
| Genevieve Angelson | Detetive Sargento Nicole Gravely   | É a segunda no comando da Unidade de Crimes Especiais. Nicole é uma detetive jovem, valente e idealista que trabalha com Backstrom, mesmo achando que ele é preguiçoso, cínico e que só vê o pior em todo mundo. Foi interpretada originalmente por Mamie Gummer no episódio piloto da CBS.                                                            |
| Page Kennedy       | Policial Frank Moto                | É membro da Unidade de Crimes Especiais e um ex-lutador de MMA. Frank prova o seu valor quando detém agilmente os criminosos em situações agressivas. |
| Kristoffer Polaha  | Sargento Peter Niedermayer         | É o especialista forense do grupo. Peter é um homem elegante, de espírito livre e filosófico cuja abordagem ao mundo que o rodeia irrita Backstrom. |
| Dennis Haysbert    | Detetive Sargento John Almond      | É um detetive veterano e um ministro não-denominacional que foi casado por 30 anos. Em um comentário casual, Nicole menciona para Backstrom que Almond tem o maior índice de condenação da história do Departamento de Polícia de Portland. |
| Beatrice Rosen     | Nadia Paquet                       | É uma bela civil imigrante, especialista em ciberespaço e burocracia legal que serve como suporte para o grupo. Ela chega a se engraçar com Backstrom, e, pelo menos tecnicamente, cumpre a prescrição que o doutor Deb deu para ele ("arranjar um amigo").                                                                                            |
| Thomas Dekker      | Gregory Valentine                  | É um ex-prostituto que para Backstrom tem a função de inquilino, decorador e mestre de "ligações ao submundo". Gregory tem um verdadeiro carinho por Backstrom. |

### Recorrente
| Atores            | Personagens           | Informações |
| ----------------- | --------------------- | --- |
| Rizwan Manji      | Doutor Deb Chaman     | É um médico que trabalha para o Departamento de Polícia de Portland. Deb ameaça reprovar Backstrom em seu exame físico se ele não começar a fazer algumas escolhas mais saudáveis, e lhe dá como prescrição a ordem de fazer um novo amigo.   |
| Sarah Chalke      | Amy Gazanian          | É a presidente da Comitê de Supervisão Civil e ex-noiva de Backstrom. Ela voltou recentemente para Portland e está determinada em acabar com a carreira de Backstrom na justiça.                                                              |
| Inga Cadranel     | Anna Cervantes        | É a ex-parceira de Backstrom e agora chefe de polícia, ela que preparou o retorno dele do exílio. Ela também é uma das poucas e corajosas pessoas que sabem que, apesar dos seus defeitos, Backstrom é um investigador de primeira categoria. |
| Robert Forster    | Xerife Blue Backstrom | É o pai distante de Everett Backstrom e o xerife do Condado de Cook. De acordo com Peter Niedermayer, xerife Backstrom é uma lenda. |
| Ben Hollingsworth | ADA Steve Kines       | |

## Episódios
| Nº do Episódio | Título                                      | Diretor(es)        | Escritor(es)            | Exibição Original       | Audiência nos EUA (milhões) |
| -------------- | ------------------------------------------- | ------------------ | ----------------------- | ----------------------- | --------------------------- |
| 1              | "Dragon Slayer"                             | Mark Mylod         | Hart Hanson             | 22 de janeiro de 2015   | 7.98                        |
| 2              | "Bella"                                     | Alex Chapple       | Joe Hortua              | 29 de janeiro de 2015   | 5.32                        |
| 3              | "Takes One to Know One"                     | Randy Zisk         | Hart Hanson             | 5 de fevereiro de 2015  | 3.64                        |
| 4              | "I Am a Bird Now"                           | David Boyd         | Karyn Usher             | 12 de fevereiro de 2015 | 4.39                        |
| 5              | "Bogeyman"                                  | Jeff Woolnough     | Eli Attie & Hart Hanson | 19 de fevereiro de 2015 | 3.54                        |
| 6              | "Ancient, Chinese, Secret"                  | Sarah Pia Anderson | Thomas Wong             | 26 de fevereiro de 2015 | 3.81                        |
| 7              | "Enemy of My Enemies"                       | Jace Alexander     | Andrew Miller           | 5 de março de 2015      | 3.90                        |
| 8              | "Give 'Til It Hurts"                        | Rob Hardy          | Karine Rosenthal        | 26 de março de 2015     | 3.58                        |
| 9              | "The Inescapable Truth"                     | Michael Offer      | Eli Attie               | 2 de abril de 2015      | 3.16                        |
| 10             | "Love Is a Rose and You Better Not Pick It" | Kevin Hooks        | Joe Hortua              | 9 de abril de 2015      | 3.29                        |
| 11             | "I Like to Watch"                           | Adam Arkin         | Karine Rosenthal        | 16 de abril de 2015     | 3.39                        |
| 12             | "Corkscrewed"                               | Jeffrey Walker     | Andrew Miller           | 23 de abril de 2015     | 3.00                        |
| 13             | "Rock Bottom"                               | Kevin Hooks        | Hart Hanson             | 30 de abril de 2015     | 2.80                        |